# Taunton (Massachusetts)
Taunton is een plaats (city) in de Amerikaanse staat Massachusetts, en valt bestuurlijk gezien onder Bristol County.

## Demografie
Bij de volkstelling in 2000 werd het aantal inwoners vastgesteld op 55.976.
In 2006 is het aantal inwoners door het United States Census Bureau geschat op 56.074, een stijging van 98 (0.2%).

## Geografie
Volgens het United States Census Bureau beslaat de plaats een oppervlakte van
124,2 km², waarvan 120,7 km² land en 3,5 km² water. Taunton ligt op ongeveer 24 m boven zeeniveau.

## Geboren
- William Z. Foster (1881-1961), syndicalist en communistisch politicus
- William Standish Knowles (1917-2012), scheikundige en Nobelprijswinnaar (2001)

## Plaatsen in de nabije omgeving
De onderstaande figuur toont nabijgelegen plaatsen in een straal van 16 km rond Taunton.